# Peter Liebers
Peter Liebers (ur. 16 kwietnia 1988 w Berlinie) – niemiecki łyżwiarz figurowy. Jest mistrzem Niemiec juniorów oraz trzykrotnym mistrzem Niemiec.
Jego starszy brat Martin również jest łyżwiarzem. Ich ojciec Mario był wielokrotnym medalistą mistrzostw Niemiec.

## Osiągnięcia
- Mistrzostwa Niemiec
  - 2002 – 1 (Junior)
  - 2004 – 5
  - 2005 – 5
  - 2006 – 5
  - 2008 – 2
  - 2009 – 1
  - 2010 – 2
  - 2011 – 1
  - 2012 – 1
- Mistrzostwa Europy
  - 2008 – 13
  - 2009 – 15
  - 2011 – 11
  - 2012 – 15
- Mistrzostwa świata
  - 2008 – 32
  - 2009 – 25
  - 2010 – 25
  - 2011 – 15